# Гнатик Богдан Іванович
Богдан Іванович Гнатик (нар. 22 січня 1952) — український астрофізик. Доктор фізико-математичних наук. Професор. Директор Астрономічної обсерваторії Київського національного університету імені Тараса Шевченка (2001—2004).

## Біографія
Народився 22 січня 1952 року в селі Бережанка Борщівського району на Тернопільщині. У 1974 році закінчив Львівський державний університет ім. І. Франка.
У 1976—2001 рр. працював у Інституті прикладних проблем механіки і математики НАН України (Львів). Захистив кандидатську дисертацію «Фізика ударних хвиль та закономірності їх руху в оболонках зір» (1983, науковий керівник — Климишин Іван Антонович) та докторську «Нестаціонарні високотемпературні процеси та ударні хвилі в космічній плазмі» (1997). В 1992—1996 рр. старший науковий співробітник Астрономічної Обсерваторії Львівського Університету, в 1996—2001 доцент кафедри астрофізики Університету. У 2001—2004 рр. директор Астрономічної обсерваторії Київського національного університету імені Тараса Шевченка, у 2004—2008 рр. завідувач НДЛ «Астрономічна обсерваторія» КНУ, з 2008 -провідний науковий співробітник.

## Наукова діяльність
Сферою наукової діяльності Богдана Гнатика є астрофізика високих енергій, механізми прискорення космічних променів надвисоких енергій. Він розвинув багатовимірні методи гідродинаміки для моделювання нестаціонарних високотемпературних процесів та динаміки ударних хвиль у космічній плазмі. Один з ініціаторів створення віртуальної рентгенівської та гамма-обсерваторії. Запропонував у співавторстві новий механізм генерування гамма-спалахів та прискорення космічних променів надвисоких енергій петлями надпровідних космічних струн. Обґрунтував у співавторстві протонну модель космічних променів надвисоких енергій.
Під його керівництвом захищено 5 кандидатських дисертацій, він є науковим консультантом однієї докторської дисертації.

## Громадська діяльність
Член редакційної колегій наукових журналів «Кінематика і фізика небесних тіл», «Вісник Київського національного університету імені Тараса Шевченка. Астрономія», «Журнал фізичних досліджень». Член Європейського астрономічного товариства та Міжнародної астрономічної спілки.

## Автор наукових праць
Автор понад 130 наукових праць з астрофізики високих енергій.
- Відхилення космічних променів надвисоких енергій у магнітному полі Галактики / Б. І. Гнатик, А. А. Елиїв // Кинематика и физика небес. тел. — 2006. — 22, N 3. — С. 204—207. — Бібліогр.: 6 назв. — укр.
- Вісник Київського національного університету ім. Т.Шевченка / Ред.: Б. І. Гнатик. — К., 2005. — 107 с. — (Астрономія; Вип. 41 — 42). — укр.
- Електромагнітне випромінювання космічних струн / Л. В. Задорожна, Б. І. Гнатик // Укр. фіз. журн. — 2009. — 54, N 10. — С. 1044—1052. — Бібліогр.: 48 назв. — укр.
- Залишки наднових зір як космічні джерела X-випромінювання / Б. Гнатик, О. Петрук // Фіз. зб. — Л., 1998. — Т. 3 — С. 490—504. — Бібліогр.: 15 назв. — укр.
- Кореляція космічних променів надвисоких енергій з різними класами позагалактичних об'єктів: внесок найближчих та найяскравіших членів вибірок / А. А. Елиїв, Б. І. Гнатик // Кинематика и физика небес. тел. — 2006. — 22, N 4. — С. 297—308. — Бібліогр.: 43 назв. — укр.
- Несферичні радіаційні залишки спалахів Наднових / Б. Гнатик, І. Тєлєжинський // Кинематика и физика небес. тел. — 2007. — 23, N 6. — С. 367—380. — Бібліогр.: 26 назв. — укр.
- П'єзооптична релаксація в сегнетоелектричних кристалах дейтерованого тригліцинселенату / Б. Г. Мицик, Б. І. Гнатик, Н. М. Дем'янишин // Укр. фіз. журн. — 2002. — 47, N 11. — С. 1049—1053. — Бібліогр.: 15 назв. — укр.
- Перехід залишків Наднових з адіабатичної до радіаційної стадії еволюції. Аналітичний опис / Б. Гнатик, О. Петрук, І. Тєлєжинський // Кинематика и физика небес. тел. — 2007. — 23, N 4. — С. 195—206. — Бібліогр.: 21 назв. — укр.
- Спостережні прояви виходу релятивістської ударної хвилі на поверхню Гіпернової зорі / Б. І. Гнатик, В. В. Марченко // Кинематика и физика небес. тел. — 2006. — 22, N 2. — С. 125—137. — Бібліогр.: 28 назв. — укр.
- Формування спектра космічних променів в області надвисоких енергій: вплив міжгалактичних магнітних полів та очікуваний вклад окремих джерел / А. А. Елиїв, Б. І. Гнатик // Кинематика и физика небес. тел. — 2007. — 23, N 2. — С. 83-94. — Бібліогр.: 28 назв. — укр.
- Aloisio R., Berezinsky V., Blasi P., Gazizov A., Grigorieva S., Hnatyk B. A dip in the UHECR spectrum and the transition from galactic to extragalactic cosmic rays. // Astroparticle Physics. — Vol. 27. — N 1. — P. 76-91, 2007.
- Schild R., Masnyak I. S., Hnatyk B. I., Zhdanov V. I. Anomalous fluctuations in observations of Q0957+561 A, B: Smoking gun of a cosmic string? // Astronomy and Astrophysics. — v.422. — p. 477 (2004).
- Berezinsky V., Hnatyk B.I., Vilenkin A. Gamma ray bursts from super conducting cosmic strings // Phys. Rev. D. D64, 043004, 2001.

## Нагороди та відзнаки
- Премія НАН України імені М. П. Барабашова (1999).